# Puchar Belgii w piłce siatkowej mężczyzn (2011/2012)
Puchar Belgii w piłce siatkowej mężczyzn 2011/2012 (niderl. Beker van België 2010/2011) – 41. sezon rozgrywek o siatkarski Puchar Belgii odbywających się od 1968 roku. Zainaugurowane zostały 3 września 2011 roku i trwały do 12 lutego 2012 roku. Brały w nich udział kluby z Ligi A, Ligi B i Eerste Nationale.
Rozgrywki składały się z sześciu rund. W 1/32 finału rywalizowały ze sobą drużyny z Eerste Nationale i Ligi B. Zwycięzcy dołączyli do dwóch rozstawionych zespołów z Ligi B. W 1/8 finału do rozgrywek dołączyły drużyny z Ligi A. Ćwierćfinały i półfinały rozgrywane były na zasadzie dwumeczów.
Finał odbył się 12 lutego 2012 roku w Lotto Arena w Antwerpii. Puchar Belgii zdobył klub Noliko Maaseik.

## Drużyny uczestniczące
| Liga A 10 drużyn                          | Liga A 10 drużyn | Liga B 10 drużyn            | Liga B 10 drużyn | Eerste Nationale 12 drużyn | Eerste Nationale 12 drużyn |
| ----------------------------------------- | ---------------- | --------------------------- | ---------------- | -------------------------- | -------------------------- |
| Aquacare Halen                            | ćwierćfinał      | Avoc Achel                  | 1/8 finału       | JTV Brigand Berlare-Zele   | 1. runda                   |
| VC Argex Duvel Puurs                      | ćwierćfinał      | Beivoc-Humbeek              | 1. runda         | BW Nivelles                | 2. runda                   |
| Axis Shanks Guibertin                     | 1/8 finału       | GEA Happel Amigos Zoersel   | 1/8 finału       | La Chaîne Orp              | 2. runda                   |
| VC Euphony Asse-Lennik                    | finał            | VC Global Wineries Kapellen | 2. runda         | VT Marke-WeBis Wevelgem    | 2. runda                   |
| Knack Roeselare                           | półfinał         | VC Helios Zonhoven          | 2. runda         | Mendo Booischot            | 1. runda                   |
| Noliko Maaseik                            | zwycięstwo       | VT Optima Lendelede         | 2. runda         | Rembert Torhout Heren      | 1. runda                   |
| PNV Waasland                              | 1/8 finału       | VC Herenthout               | 1. runda         | Sint-Jan Hemelveerdegem    | 1. runda                   |
| Prefaxis Menen                            | półfinał         | VC Zoersel                  | 1. runda         | VC Vosselaar               | 1/8 finału                 |
| Topvolley Precura Schelde-Natie Antwerpen | 1/8 finału       | VDK Gent Heren              | ćwierćfinał      | VC Walhain                 | 1. runda                   |
| VBC Waremme                               | 1/8 finału       | Volley Haasrode Leuven      | ćwierćfinał      | VCK Bolderberg             | 1. runda                   |
|                                           |                  |                             |                  | VT Kemzeke-Stekene         | 1/8 finału                 |
| Warsco-Units Eisden                       | 1. runda         |                             |                  |                            |                            |

## 1/32 finału
| Data       | Drużyna 1                 |     | Drużyna 2               | Sety                                |
| ---------- | ------------------------- | --- | ----------------------- | ----------------------------------- |
| 04.09.2011 | La Chaîne Orp             | 3:2 | Rembert Torhout Heren   | (25:15, 17:25, 28:26, 22:25, 20:18) |
| 03.09.2011 | Avoc Achel                | 3:2 | VC Herenthout           | (25:16, 25:18, 21:25, 23:25, 15:9)  |
| 03.09.2011 | VC Walhain                | 2:3 | VT Marke-WeBis Wevelgem | (21:25, 13:25, 27:25, 25:20, 9:15)  |
| 03.09.2011 | GEA Happel Amigos Zoersel | 3:0 | Sint-Jan Hemelveerdegem | (25:18, 25:22, 25:22)               |
| 03.09.2011 | VDK Gent Heren            | 3:2 | VC Zoersel              | (20:25, 25:16, 20:25, 25:22, 15:13) |
| 03.09.2011 | JTV Brigand Berlare-Zele  | 0:3 | VC Helios Zonhoven      | (25:27, 19:25, 18:25)               |
| 03.09.2011 | Mendo Booischot           | 1:3 | VC Vosselaar            | (18:25, 23:25, 25:16, 24:26)        |
| 04.09.2011 | BW Nivelles               | 3:2 | Beivoc-Humbeek          | (25:27, 20:25, 25:23, 25:21, 15:12) |
| 03.09.2011 | Warsco-Units Eisden       | 2:3 | VT Kemzeke-Stekene      | (20:25, 25:20, 23:25, 25:18, 19:21) |
| 03.09.2011 | VT Optima Lendelede       | 3:0 | VCK Bolderberg          | (25:18, 25:22, 25:16)               |

## 1/16 finału
| Data       | Drużyna 1                   |     | Drużyna 2                 | Sety                                |
| ---------- | --------------------------- | --- | ------------------------- | ----------------------------------- |
| 18.09.2011 | La Chaîne Orp               | 0:3 | Avoc Achel                | (20:25, 22:25, 18:25)               |
| 18.09.2011 | VT Marke-WeBis Wevelgem     | 0:3 | Volley Haasrode Leuven    | (23:25, 19:25, 24:26)               |
| 17.09.2011 | VC Global Wineries Kapellen | 1:3 | GEA Happel Amigos Zoersel | (25:16, 20:25, 20:25, 19:25)        |
| 17.09.2011 | VDK Gent Heren              | 3:0 | VC Helios Zonhoven        | (25:20, 28:26, 25:14)               |
| 17.09.2011 | VC Vosselaar                | 3:0 | BW Nivelles               | (25:19, 25:21, 25:17)               |
| 18.09.2011 | VT Kemzeke-Stekene          | 3:2 | VT Optima Lendelede       | (26:24, 25:18, 11:25, 14:25, 15:12) |

## 1/8 finału
| Data       | Drużyna 1                 |     | Drużyna 2                                 | Sety                                |
| ---------- | ------------------------- | --- | ----------------------------------------- | ----------------------------------- |
| 05.10.2011 | VC Argex Duvel Puurs      | 3:2 | Axis Shanks Guibertin                     | (24:26, 23:25, 25:22, 25:20, 15:9)  |
| 05.10.2011 | Avoc Achel                | 1:3 | VC Euphony Asse-Lennik                    | (13:25, 25:21, 21:25, 15:25)        |
| 04.10.2011 | Volley Haasrode Leuven    | 3:1 | Topvolley Precura Schelde-Natie Antwerpen | (20:25, 25:18, 26:24, 37:35)        |
| 05.10.2011 | GEA Happel Amigos Zoersel | 1:3 | Knack Roeselare                           | (25:20, 20:25, 16:25, 17:25)        |
| 05.10.2011 | VDK Gent Heren            | 3:1 | VC Vosselaar                              | (25:23, 17:25, 25:13, 25:19)        |
| 05.10.2011 | VBC Waremme               | 1:3 | Noliko Maaseik                            | (25:21, 17:25, 9:25, 17:25)         |
| 05.10.2011 | VT Kemzeke-Stekene        | 1:3 | Aquacare Halen                            | (22:25, 26:28, 25:16, 18:25)        |
| 05.10.2011 | PNV Waasland              | 2:3 | Prefaxis Menen                            | (16:25, 17:25, 26:24, 26:24, 11:15) |

## Ćwierćfinały
| Data                                   | Drużyna 1              |     | Drużyna 2              | Sety                                |
| -------------------------------------- | ---------------------- | --- | ---------------------- | ----------------------------------- |
| 02.11.2011                             | VC Argex Duvel Puurs   | 1:3 | VC Euphony Asse-Lennik | (25:23, 21:25, 21:25, 24:26)        |
| 07.12.2011                             | VC Argex Duvel Puurs   | 0:3 | VC Euphony Asse-Lennik | (24:26, 24:26, 25:27)               |
| 02.11.2011                             | Volley Haasrode Leuven | 0:3 | Knack Roeselare        | (14:25, 20:25, 21:25)               |
| 07.12.2011                             | Volley Haasrode Leuven | 0:3 | Knack Roeselare        | (20:25, 18:25, 17:25)               |
| 02.11.2011                             | VDK Gent Heren         | 0:3 | Noliko Maaseik         | (21:25, 20:25, 18:25)               |
| 04.12.2011                             | VDK Gent Heren         | 0:3 | Noliko Maaseik         | (15:25, 7:25, 14:25)                |
| 02.11.2011                             | Aquacare Halen         | 3:2 | Prefaxis Menen         | (20:25, 25:22, 25:23, 22:25, 15:11) |
| 07.12.2011                             | Aquacare Halen         | 0:3 | Prefaxis Menen         | (15:25, 22:25, 17:25)               |
| Po lewej gospodarze pierwszych meczów. |                        |     |                        |                                     |

## Półfinały
| Data                                   | Drużyna 1              |     | Drużyna 2       | Sety                         |
| -------------------------------------- | ---------------------- | --- | --------------- | ---------------------------- |
| 26.12.2011                             | VC Euphony Asse-Lennik | 3:1 | Knack Roeselare | (25:23, 25:20, 17:25, 25:14) |
| 04.01.2012                             | VC Euphony Asse-Lennik | 3:0 | Knack Roeselare | (25:20, 26:24, 25:22)        |
| 28.12.2011                             | Noliko Maaseik         | 3:1 | Prefaxis Menen  | (25:15, 25:23, 24:26, 25:14) |
| 27.01.2012                             | Noliko Maaseik         | 3:1 | Prefaxis Menen  | (25:20, 25:21, 23:25, 25:17) |
| Po lewej gospodarze pierwszych meczów. |                        |     |                 |                              |

## Finał
| Data       | Drużyna 1              |     | Drużyna 2      | Sety                  |
| ---------- | ---------------------- | --- | -------------- | --------------------- |
| 12.02.2012 | VC Euphony Asse-Lennik | 0:3 | Noliko Maaseik | (22:25, 18:25, 19:25) |

## Klasyfikacja końcowa
| Miejsce | Drużyna                                   |
| ------- | ----------------------------------------- |
| 1       | Noliko Maaseik                            |
| 2       | VC Euphony Asse-Lennik                    |
| 3-4     | Knack Roeselare                           |
| 3-4     | Prefaxis Menen                            |
| 5-8     | Aquacare Halen                            |
| 5-8     | VC Argex Duvel Puurs                      |
| 5-8     | VDK Gent Heren                            |
| 5-8     | Volley Haasrode Leuven                    |
| 9-16    | Avoc Achel                                |
| 9-16    | Axis Shanks Guibertin                     |
| 9-16    | GEA Happel Amigos Zoersel                 |
| 9-16    | PNV Waasland                              |
| 9-16    | Topvolley Precura Schelde-Natie Antwerpen |
| 9-16    | VBC Waremme                               |
| 9-16    | VC Vosselaar                              |
| 9-16    | VT Kemzeke-Stekene                        |

| Miejsce | Drużyna                     |
| ------- | --------------------------- |
| 17-22   | BW Nivelles                 |
| 17-22   | La Chaîne Orp               |
| 17-22   | VC Global Wineries Kapellen |
| 17-22   | VC Helios Zonhoven          |
| 17-22   | VT Marke-WeBis Wevelgem     |
| 17-22   | VT Optima Lendelede         |
| 23-32   | Beivoc-Humbeek              |
| 23-32   | JTV Brigand Berlare-Zele    |
| 23-32   | Mendo Booischot             |
| 23-32   | Rembert Torhout Heren       |
| 23-32   | Sint-Jan Hemelveerdegem     |
| 23-32   | VC Herenthout               |
| 23-32   | VC Walhain                  |
| 23-32   | VC Zoersel                  |
| 23-32   | VCK Bolderberg              |
| 23-32   | Warsco-Units Eisden         |